# Восс (коллекция Александра Маккуина)
Voss, весна-лето 2001 года — семнадцатая коллекция британского модельера Ли Александра Маккуина. Коллекция была основана на размышлениях Маккуина о смерти и жизни, любви и ненависти, человеке и человечности. Сам модельер изначально планировал создать не просто показ мод, а именно глубокое психологическое шоу, привести зрителей сначала в ужас, а потом в восторг. Само шоу прошло 26 сентября в заброшенном автобусном парке на Гатлиф-Роуд. Сам показ назвали "переломным", разбивающим грани между искусством и модой.
Изначально гости прибывали в пустую комнату с зеркальным кубом, где среди тишины, играли звуки, имитирующие сердцебиение. Сама зеркальность куба посреди комнаты настолько напрягала присутствующих, что те предпочитали смотреть себе в ноги. Когда же куб, с часовой задержкой, загорелся, комната стала напоминать психиатрическую палату. Модели с замотанными головами начали медленно бродить по комнате, словно ища выход. В кульминационный момент, уже к концу показал, стекло куба разбилось, и зрители увидели внутри куба художницу и писательницу Мишель Ольли, окружённую бабочками и лежащую на груде старых книг, изображавшую символ разрушенной цивилизации и изуродованного мира . Этот образ стал мощным символом тематики показа — столкновения внутренней красоты и уродства с общественными ожиданиями.
Лучшим стал выход известной модели Эрин О’Коннор. На импровизированном подиуме она появилась в платье, полностью выполненном из ракушек бритвенных моллюсков. Среди костюмой также выделились платья из экзотических материалов, таких как перья, стекло, и даже черепашьи панцири. Взрывы энергии и необычные хореографические элементы усиливали ощущение хаоса.

## Мода
Наряды коллекции «Voss» были созданы как продолжение главной тематики показа — человеческого восприятия красоты, безумия и разрушения. Маккуин использовал одежду, чтобы рассказать историю конфликта между обществом и индивидуумом. Одной из ключевых идей было размывание границ между красотой и уродством, как в физическом, так и в психологическом смысле. Коллекция исследовала эту дихотомию через экспериментальные материалы, необычные формы и символические элементы, такие как бинты и черепашьи панцири. Одежда включала материалы, напоминающие повязки, что отсылало к теме психиатрических учреждений. Это подчёркивало хрупкость моделей, визуально приближая их к пациентам, находящимся в состоянии эмоциональной и физической уязвимости.
В одном из самых знаковых нарядов показа использовались натуральные черепашьи панцири, образуя своеобразные защитные конструкции. Этот элемент сочетался с прозрачными тканями и перьями, создавая контраст между прочностью и хрупкостью. В нарядах прослеживались отсылки к биоморфизму, где органические формы сливались с абстрактными и футуристическими.
Наряды коллекции демонстрировали разнообразие форм — от облегающих корсетов до многослойных, текучих силуэтов. Маккуин экспериментировал с пропорциями и объемами, создавая драматичные формы, которые часто искажали естественные линии тела. Некоторые образы представляли собой сшитые вручную корсеты с утрированными пропорциями, что подчеркивало желание Маккуина акцентировать внимание на искусственности модных стандартов красоты.
Футуристические элементы, такие как металлические детали и стеклянные вставки, создавали ощущение разрыва с реальностью. В некоторых моделях использовались громоздкие головные уборы, которые напоминали шлемы или маски, добавляя образам элемент защиты.
Наряды из бинтов и повязок, представленные на показе, были отсылкой к теме больницы и психиатрической палаты, где главной целью становилось «исцеление» и попытка подчинить личность внешним стандартам. Одежда в этих образах символизировала уязвимость человека и его борьбу с системными структурами.
Другие наряды были украшены мотивами гниения и разложения, что отражало интерес Маккуина к идее красоты в разрушении. Этот мотив был особенно заметен в платьях с элементами цветов, которые, казалось, находились в стадии увядания, символизируя временность и преходящий характер идеалов красоты.
Один из самых запоминающихся образов коллекции — платье, изготовленное из стеклянных элементов, напоминающее разбитое зеркало. Этот наряд стал визуальной метафорой темы саморазрушения и искажённого восприятия себя. Остроугольные стеклянные детали создавали ощущение хрупкости и опасности, как если бы одежда могла порезать или разрушить тело модели .
Другой яркий образ — наряд с перьями, которые были разбросаны по поверхности платья в хаотичном порядке. Эти перья символизировали хаос и уязвимость, усиливая ощущение хрупкости и нестабильности психического состояния.
Наряды с показа «Voss» стали значительным вкладом в историю моды, повлияв на множество дизайнеров и стилистов. Они доказали, что мода может быть не просто декоративной или коммерческой, но и концептуальной, способной выражать сложные идеи и эмоции. Экспериментальные материалы и неожиданные формы вдохновили многих последователей Маккуина на дальнейшее развитие идей трансформации человеческого тела через одежду.

## Критика
С самого начала критики отметили смелость и провокационность коллекции. Центральной темой показа стало исследование безумия, изоляции и общественного давления на индивида. Одним из самых сильных элементов критики была именно концептуальная сложность коллекции: она затрагивала сложные вопросы, такие как психическое здоровье, восприятие красоты и стандарты общества .
Многие рецензенты подчеркивали, что Маккуин не боялся использовать моду как инструмент для обсуждения социально важных тем. Изоляция моделей внутри зеркальной коробки, где они не могли видеть публику, символизировала общественную слежку за каждым действием человека, а также давление, под которым находятся женщины в мире моды и за его пределами. Эта идея нашла отклик среди поклонников высокой моды и арт-сообщества, которые видели в этом не только художественное заявление, но и вызов устоявшимся нормам .
Однако не все восприняли эту концепцию положительно. Некоторые критики отметили, что шоу выглядело слишком мрачным и тяжёлым для восприятия, обременяя зрителей излишней сложностью. Для многих зрителей мода оставалась средством эстетического наслаждения, и резкий контраст между ожиданиями и реальностью «Voss» оказался шокирующим.
Эстетика коллекции, насыщенная элементами, символизирующими безумие, гниение и разрушение, вызвала неоднозначные реакции. Наряды из бинтов, черепашьих панцирей и стеклянных деталей создавали образы, наполненные напряжением и даже угрозой. Некоторые рецензенты восхищались способностью Маккуина привнести в моду элементы готики и ужаса, создавая нечто более глубокое, чем просто одежду .
Однако были и те, кто посчитал эту эстетику слишком экстремальной. Некоторые критики полагали, что коллекция переходила грань между высокой модой и театральной провокацией, утверждая, что Маккуин чересчур увлекся шокирующими элементами в ущерб самой одежде. В частности, наряды, которые выглядели как бинты или медицинские повязки, вызывали у части публики ассоциации с болезнью и физическими страданиями, что противоречило традиционным представлениям о моде как источнике эстетического удовольствия.
Несмотря на провокационную концепцию, критики отметили техническое мастерство, присущее каждому наряду в коллекции. Сложные конструкции и необычные материалы, такие как черепашьи панцири и стекло, были искусно интегрированы в наряды, что подтверждало высокий уровень мастерства Маккуина как дизайнера. Его способность работать с формами, текстурами и пропорциями была бесспорна, и даже те, кто не оценил концепцию шоу, признавали мастерство исполнения .
В то же время были высказывания о том, что некоторые элементы коллекции были слишком «переусложнены». Критики отмечали, что некоторая одежда выглядела скорее как перформанс, нежели как носибельные предметы гардероба. Однако сам Маккуин неоднократно подчеркивал, что мода для него была не столько предметом потребления, сколько средством выражения идей и эмоций, что может объяснять столь смелые и сложные решения.